# An der Bergermauer 4

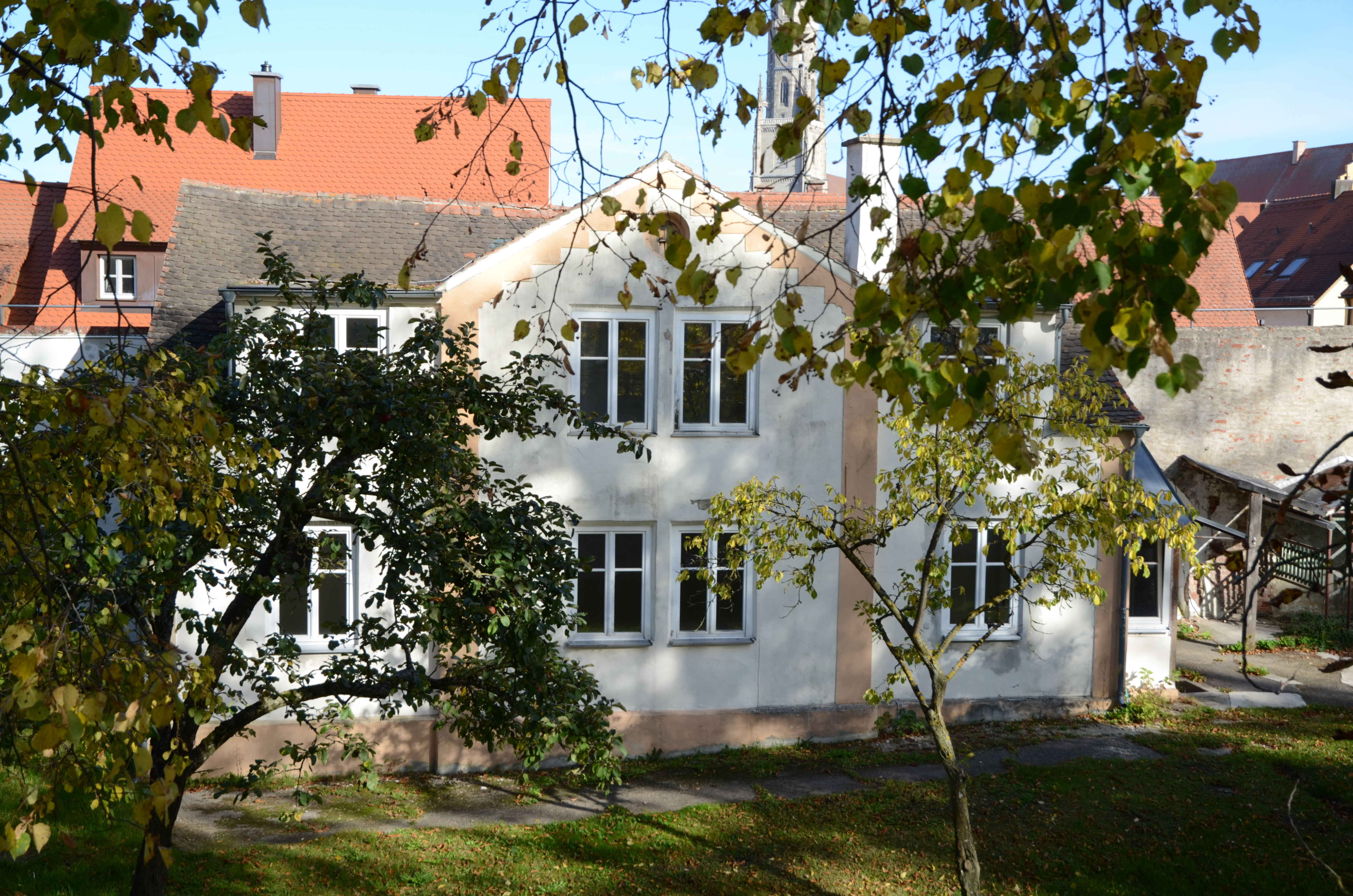
Gebäude An der Bergermauer 4 in Nördlingen

Das Gebäude An der Bergermauer 4 in Nördlingen, einer Stadt im schwäbischen Landkreis Donau-Ries in Bayern, wurde um 1820 errichtet. Das Gartenhaus ist ein geschütztes Baudenkmal.
Das zweigeschossige Gartenhaus mit  Walmdach und Dreiecksgiebel über dem flachen Mittelrisalit ist feldseitig an die Stadtmauer angelehnt. 